# Frank Mugisha
Frank Mugisha, född utanför Kampala, är en ugandisk HBTQ-aktivist. Han har tilldelats Robert F. Kennedy Human Rights Award och Thorolf Raftos Minnespris för sitt arbete. Mugisha är en av de mest framstående förespråkarna för HBTQ-rättigheter i Uganda. 2014 nominerades han till Nobels fredspris.